# لیبوش پروشووا
 لیبوش پروشووا (انگلیسی: Libuše Průšová؛ زادهٔ ۱۳ ژوئیهٔ ۱۹۷۹) یک تنیس‌باز اهل جمهوری چک است.